# Becard canyella
El becard canyella (Pachyramphus cinnamomeus) és un ocell de la família dels titírids (Tityridae). Es troba a l'Amèrica Central i el nord-oest d'Amèrica del Sud: des del sud de Mèxic fins a Equador. Els seus hàbitats són els manglars, boscos tropicals i subtropicals de frondoses humits de les terres baixes i de l'estatge montà, bé com els cursos d'aigua, les plantacions i els boscos molt degradats. El seu estat de conservació es considera de risc mínim.